# بحث على أساس علمي
البحث على أساس علمي (SBR) هو المعيار المطلوب في التطوير المهني وأساس التعليم الأكاديمي بموجب إرشادات وتوجيهات قانون لا يتخلف طفل عن التعليم منذ عام 2001 (NCLB)
منذ أمد وتعريف ما يجب اعتباره «مبنيًا على أساس علمي» كان موضع جدال كبير خاصة فيما يتعلق ببرنامج القراءة أولاً المصرح به بموجب قانون لا يتخلف طفل عن التعليم. وأول مرة يظهر هذا المفهوم في تشريع فيدرالي كانت في قانون التميز في القراءة ثم ظهر المصطلح فيما بعد في برنامج الإصلاح الشامل للمدرسة المصرح به منذ سنين عدة في فواتير الاعتمادات السنوية.
ومع ذلك شهد قانون لا يتخلف طفل عن التعليم أول ظهور لفكرة أن يقوم التعليم العملي على أساس علمي أن تكون سمة مركزية لتشريع فيدرالي هام خاص بالتعليم. وفي هذا القانون أصبح برنامج القراءة أولًا المنفذ القياسي لهذا المبدأ - أو من يسئ تطبيقه. وبعد نشر سلسلة تتكون من 7 تقارير عن سوء إدارة برنامج القراءة أولًا - وإحالة المسألة إلى وزارة العدل طلب مكتب المفتش العام (OIG) من الكونغرس الأمريكي إيضاح المقصود ببرنامج مبني على أساس علمي وهل هو كافٍ لضم عناصر كانت موضع أبحاث مسبقة أو هل من الضروري لفاعلية البرنامج أن يكون موضع بحث.
منذ تمرير قانون لا يتخلف طفل عن التعليم عام 2001، تبنت كل من الحكومة الأمريكية وقطاع الأعمال الخاصة العديد من المجهودات لإنشاء قاعدة بيانات للبرامج المبنية على أساس علمي أو البرامج المعتمدة علميًا. ومن أمثلة قواعد البيانات هذه قاعدة بيانات كيف ينجح مركز تبادل البيانات (WWC) وهي مجهودات فيدرالية تقدر بعدة ملايين من الدولارات الأمريكية وُجهت لها الانتقادات بسبب معاييرها المثيرة للجدل وعملية المراجعة البطيئة للغاية ويعتبر موقع الويب (Doing What Works) محاولة لمعالجة الانتقادات الموجهة لقاعدة بيانات «كيف ينجح مركز تبادل البيانات» وموسوعة أفضل دليل (Best Evidence) وهو موقع مُمول بمنحة ويعمل تحت إشراف إصلاح التعليم المعتمد على البيانات. يجمع الموقع المعروف باسم BEE الأبحاث المتاحة حول برامج تعليمية محددة في تنسيقات متعددة بما في ذلك ملخصات موجهة للمعلمين.

## وصلات خارجية
- U.S. Dept. of Education, Office of the Inspector General
- What Works Clearinghouse
- Doing What Works
- Best Evidence Encyclopedia - from Johns Hopkins University